# Calvin Chen
Calvin Chen Yi Ru (cinese tradizionale: 辰亦儒; pinyin: Chén Yìrú; Taiwan, 10 novembre 1980) è un modello, cantante e attore taiwanese.
È attualmente un membro della boy band Fahrenheit. Il suo nome d'arte è un omofono del suo nome di nascita.

## Biografia
Calvin Chen (cinese tradizionale: 陳奕儒; cinese semplificato: 陈奕儒; pinyin chén yìrú) è nato il 10 novembre 1980 a Taiwan. È alto 184 cm. Dopo essersi diplomato alla Scuola Superiore Jianguo, una delle migliori scuole di Taiwan, ha proseguito la sua istruzione superiore in Canada alla Simon Fraser University. Si è laureato in Economia alla University of Victoria. Ha vissuto in Canada per un certo periodo di tempo, durante il quale ha partecipato ad una gara di bellezza (Sunshine Boyz) a Vancouver, nella quale ha vinto il primo premio comprendente un biglietto gratis per tornare a Taiwan ed un contratto con una compagnia musicale, come anche un ruolo in un drama. Attualmente frequenta la National Chengchi University, dove studia Finanza Pubblica.
Parla cinese, inglese, taiwanese, e capisce il cantonese colloquiale.

### Filmografia
| Anno | Titolo                       | Stato       | Ruolo                                        |
| ---- | ---------------------------- | ----------- | -------------------------------------------- |
| 2005 | 終極一班 / KO One            | Televisione | Wang Ya Se / 王亞瑟                          |
| 2007 | 終極一家 / The X-Family      | Televisione | Lan Ling Wang / 蘭陵王 / Wang Ya Se / 王亞瑟 |
| 2007 | 公主小妹 / Romantic Princess | Televisione | Nan Feng Cai / 南風彩 / Ayato Shido          |
| 2009 | 終極三國 / K.O.3an Guo       | Televisione | Wang Ya Se / 王亞瑟                          |
| 2009 | 桃花小妹 / Momo Love         | Televisione | Xue Zhi Qiang                                |

### Programmi televisivi
| Anno | Titolo                             | Stato       | Ruolo                                  |
| ---- | ---------------------------------- | ----------- | -------------------------------------- |
| 2008 | Sunshine Nation 2008               | Televisione | se stesso/ospite (con Aaron Yan)       |
| 2008 | Pinoy Dream Academy 4th Gala Night | Televisione | se stesso/ospite (con Wu Chun)         |
| 2008 | The Buzz                           | Televisione | se stesso/ospite del talk show         |
| 2008 | ASAP '08                           | Televisione | se stesso/artista ospite (con Wu Chun) |
| 2008 | Entertainment Live                 | Televisione | se stesso/ospite del talk show         |
| 2008 | Us Girls                           | Televisione | se stesso/ospite                       |

## Carriera musicale
Calvin è stato il terzo membro ad unirsi ai Fahrenheit. È il tenore del gruppo. La temperatura che rappresenta è quella della tiepida primavera, a 77 gradi Fahrenheit. Rappresenta anche il "Bello" (cinese tradizionale: 帥; pinyin: shuài).